# Kertosjärvi
Kertosjärvi är en sjö i Finland. Den ligger i kommunen Kittilä i landskapet Lappland, i den norra delen av landet, 900 km norr om huvudstaden Helsingfors. Kertosjärvi ligger 254,6 meter över havet. Arean är 12,5 hektar och strandlinjen är 1,44 kilometer lång. Sjön  ingår i Kemi älvs huvudavrinningsområde. 